# Surefire
Surefire är ett företag vars huvudsakliga produkter är ficklampor, strålkastare, vapenlampor och laserpekare. Dessutom tillverkar Surefire också knivar, stötvågsfilter och batterier. Företaget är en stor leverantör av ficklampor till den amerikanska försvarsmakten. Surefires produkter används även av federala, delstatliga och lokala brottsbekämpande organ.
| Tre olika modeller av Surefires ficklampor. |  | Surefire X200 som vapenlampa på en FN five-seven. |
| Tre olika modeller av Surefires ficklampor. |  | Surefire X200 som vapenlampa på en FN five-seven. |